# Ptychandra hebetatrix
Ptychandra hebetatrix är en fjärilsart som beskrevs av Hans Fruhstorfer 1908. Ptychandra hebetatrix ingår i släktet Ptychandra och familjen praktfjärilar. Inga underarter finns listade.